# James Napier
James Napier (Wellington; 24 de marzo de 1982) es un actor, guionista, productor y director de cine de Nueva Zelanda. Estudió en la academia dramática O'Grady en Nueva Zelanda. Es sobrino de Marshall Napier y primo de Jessica Napier. Adicionalmente es guitarrista y cantante del grupo The Pistol Whips, en Los Ángeles. Es conocido por interpretar a Jay en las dos últimas temporadas de la serie de culto "La Tribu". También destaca su participación como el Power Ranger Rojo (Conner McKnight) en la serie Power Rangers Dino Thunder.

## Filmografía

### Cine
- Ishtar (2002) - guionista, director y editor
- By Way of LA (Short, 2004) - guionista y director
- Two Cons, One Key (2005) - guionista y director
- Foul Play (2008) - guionista y editor
- I'm Not Harry Jenson (2009) - guionista y director
- Everything We Loved (2014) - productor
- The Dark Horse (2014) - guionista y editor

### Series de televisión
- La Tribu (1999).... Jay
- Being Eve (2001) .... Jared Preston
- Shortland Street (1992) .... Glen McNulty (2001)
- Mercy Peak.... Luke Bertram
- Go Girls (2009) .... Mark
- Romper Stomper (2017) - guionista y director
- Power Rangers Ninja Storm (2003).... Eric McKnight
- Power Rangers Dino Thunder (2004).... Conner McKnight/Dino Ranger Rojo
- Power Rangers S.P.D. (2005).... (invitado) Conner McKnight/Dino Ranger Rojo
- Power Rangers Beast Morphers (2020).... (invitado) Conner McKnight/Dino Ranger Rojo

- Datos: Q1680884
- Multimedia: James Napier Robertson / Q1680884